# Granigyra
Granigyra là một chi ốc biển, là động vật thân mềm chân bụng sống ở biển trong họ Turbinidae.

## Các loài
Các loài trong chi Granigyra gồm có:
- Granigyra arenosa Warén, 1993[2]
- Granigyra filosa (Dall, 1919)
- Granigyra granulifera Warén, 1992[3]
- Granigyra inflata (Warén, 1992)
- Granigyra limata (Dall, 1889)[4]
- Granigyra nipponica (Okutani, 1964)
- Granigyra oblatogyra De Souza & Pimenta, 2002[5]
- Granigyra piona (Dall, 1919)
- Granigyra pruinosa (Jeffreys, 1883)[6]
- Granigyra radiata Dall, 1927
- Granigyra spinulosa Bush, 1897
- Granigyra tenera (Jeffreys, 1883)[7]
- Granigyra typica Thiele, 1925

Species brought into synonymy
- Granigyra monterosatoi (van Aartsen & Bogi, 1986): synonym of Rugulina monterosatoi (van Aartsen & Bogi, 1986)